# Slam - Tutto per una ragazza
Slam - Tutto per una ragazza è un film del 2016 diretto da Andrea Molaioli.
Il film è un adattamento del romanzo del 2007 Tutto per una ragazza di Nick Hornby, che però sposta l'ambientazione da Londra a Roma.

## Trama
Samuele, detto Slam, è un sedicenne con la passione per lo skateboard e per Tony Hawk, che venera come un idolo, arrivando addirittura a trattarlo come un amico immaginario a cui confidare i suoi problemi. Sam ha grandi sogni, dopo l'università vorrebbe viaggiare e magari stabilirsi in California, cercando di sfuggire al destino della sua famiglia: infatti, sia sua madre che i suoi nonni sono diventati genitori all'età di sedici anni. L'incontro con la bella Alice però sconvolge i suoi piani, soprattutto quando la ragazza gli confessa di aspettare un bambino.
I due adolescenti, che si erano lasciati, provano a tornare insieme, occupandosi, tra fatica e smarrimento, del piccolo Rufus, noto a tutti con il diminutivo di Ufo. La loro unione si spezza e si ricrea, per poi rompersi nuovamente. Il giorno in cui Rufus compie 4 anni Sam, con la sua nuova ragazza, partecipa alla festa di compleanno, dove anche Alice è presente con un nuovo compagno. Durante la festa, Alice e Sam si appartano e fanno l'amore, senza precauzioni.

## Distribuzione
Il film è stato presentato in anteprima assoluta a novembre 2016, in occasione del 34° Torino Film Festival. È stato distribuito nelle sale cinematografiche italiane il 23 marzo 2017 dalla Universal Pictures, mentre nel resto del mondo attraverso Netflix il 15 aprile dello stesso anno. È stato trasmesso in televisione in chiaro per la prima volta da Raidue il 13 gennaio 2020.

## Riconoscimenti
- 2017 - Nastro d'argento
  - Candidatura per la Cinquina Speciale 2017 - Miglior film sui giovani a Andrea Molaioli
- 2017 - Ciak d'oro
  - Migliore attore non protagonista a Luca Marinelli[4]
  - Migliore attrice non protagonista a Jasmine Trinca[4]